# Superior (Arizona)

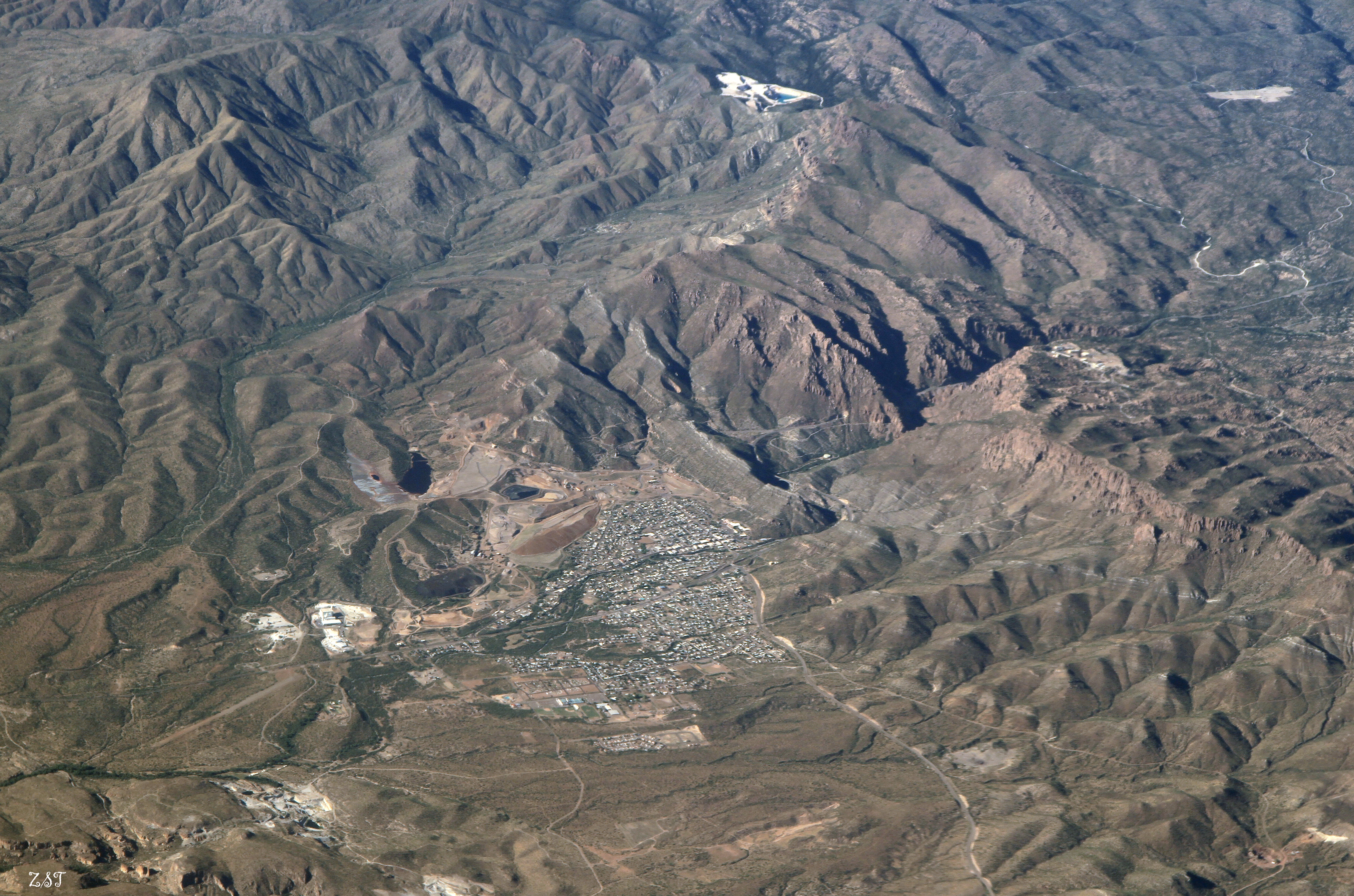
Luftbild von Superior von Süden aus, 2010

Superior ist eine Stadt im Pinal County, im Süden des US-amerikanischen Bundesstaates Arizona. Das U.S. Census Bureau hat bei der Volkszählung 2020 eine Einwohnerzahl von 2407 ermittelt.
Sie liegt circa 100 Kilometer östlich von Phoenix. Die Westlichen Apachen nennen das Gebiet Yoo’ Łigai.
Die Bevölkerung Superiors ist mit Stand der Volkszählung 2010 zu 68,5 Prozent spanischstämmig, die häufigste Konfession ist katholisch.

## Flora
In der Pflanzenwelt Superiors kommen die typischen Pflanzen der Halbwüste der südwestlichen Vereinigten Staaten vor, darunter unter anderem Agaven, Encelia farinosa, Jojoba, Meerträubel, Fouquieria splendens (auch Ocotillo genannt), Parkinsonien und Kakteenarten wie Carnegiea gigantea, Cylindropuntia und Opuntien.

## Geschichte

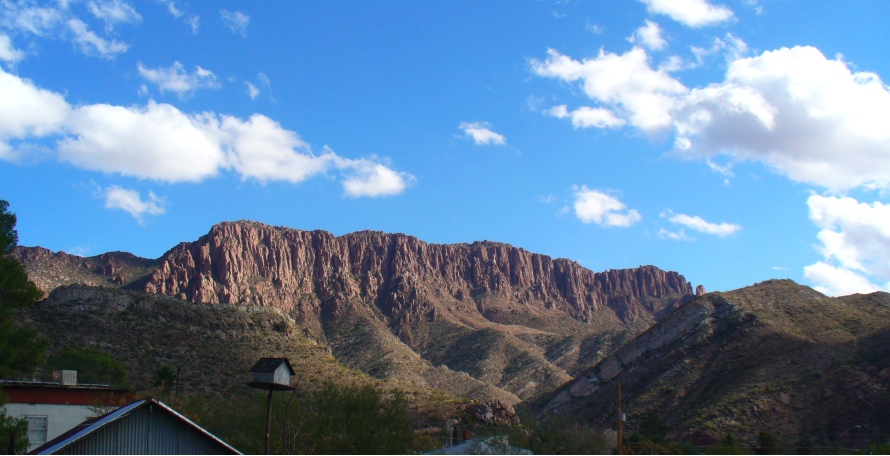
Apache Leap Mountain

Nach einer Stadtlegende verteidigten sich in den 1870er-Jahren 75 Apachen auf einem Berg in der Nähe des östlichen Queen Creek Canyons, der inzwischen Apache Leap Mountain genannt wird, gegen die Kavallerie aus Camp Pinal. Weil die Indianer sich nicht ergeben wollten, sprangen sie vom Berg in den Tod. Wenn man sich den Berg anschaut, sieht man rote Spuren in der Felswand, die mit dieser Legende erklärt wurden. Als die Frauen der Apachenkrieger vom Tod ihrer Männer hörten, so die Legende, weinten sie Tränen, die zu Stein wurden. So wurden glatte, tränenförmige Obsidiane erklärt, die in der Nähe des Berges gefunden werden. Die Steine werden Apache Tears genannt.
Im 19. Jahrhundert gab es auf dem Stadtgebiet Kupfer-, Silber und Goldminen. Im Jahr 1888 war das Vorkommen der Silber- und Goldminen erschöpft. Zu den Besuchern der Minenansiedlung hatten die Revolverhelden Wyatt Earp und Doc Holliday gehört. 1902 verkaufte George Lobb, Sr., ein gebürtiger Engländer, seine Silbermine namens Golden Eagle Group an die Lake Superior and Arizona Mining Company (LS&A). Lobb blieb in der Gegend und plante eine Stadt, die er zuerst Hastings und dann, nach der Minengesellschaft, Superior nannte. Im Dezember desselben Jahres wurde ein Postamt eröffnet. Einer der ersten Postmeister war Robert Taylor Jones, der später von 1939 bis 1941 Gouverneur von Arizona wurde. Seit 1902 erscheint die Zeitung The Superior Sun, die (Stand 2015) vierzehntäglich erscheint. Da es noch Kupfererzabbau gab und der Transport zur nächsten Bahnstation Florence zu kostspielig war, wurde Superior im Juni 1915 durch den Bau einer Bahnstrecke nach Webster bei Magma, einem Minenflecken wenige Kilometer nördlich von Florence, an das Schienennetz angeschlossen. Mit Dampflokomotiven, bis 1924 noch auf Schmalspur, konnten bis 1943 Erze und Vieh transportiert werden. Zwischen 1918 und 1928 wurde der Silberabbau wieder aufgenommen. Im Dezember 2014 kam das seit Jahrzehnten geplante Resolution-Copper-Projekt durch ein Bundesgesetz in die Realisierungsphase: Die Rio Tinto Group plant die Wiederaufnahme des Kupferabbaus in einer unterirdischen Mine nahe der Stadt, die ein Viertel des in den Vereinigten Staaten abgebauten Kupfers liefern soll. Das Projekt ist politisch umstritten wegen des Eingriffs in die Natur und weil es einen heiligen Ort der Apachen zerstört.
Die Stadt ist ein beliebter Drehort für Filme. Zu den Filmen, die zum Teil in Superior gedreht wurden, gehören unter anderem Das war der Wilde Westen (1962) von John Ford, Henry Hathaway, George Marshall und Richard Thorpe, Cheyenne (1964) von John Ford, Der gnadenlose Rächer (1969) von Burt Kennedy, Der Mann, der niemals aufgibt (1977) von Clint Eastwood, God’s Army – Die letzte Schlacht (1995) von Gregory Widen, U-Turn – Kein Weg zurück (1997) von Oliver Stone, Rebecca – Eine Frau auf der Suche nach sich selbst (2000) von Karen Arthur, Skinwalkers (2002) von Chris Eyre, Arac Attack – Angriff der achtbeinigen Monster (2002) von Ellory Elkayem, Alien Invasion Arizona (2005) von Dustin Rikert, Moonpie (2006) von Drake Doremus und Purgatory Arizona (2008) von Dominic Ross.

## Klima
|                        | Jan  | Feb  | Mär  | Apr  | Mai  | Jun  | Jul  | Aug  | Sep  | Okt  | Nov  | Dez  |   |      |
| Mittl. Temperatur (°C) | 11,1 | 12,6 | 14,7 | 18,6 | 23,6 | 28,8 | 30,4 | 29,3 | 27,6 | 22,4 | 15,8 | 11,6 | ⌀ | 20,6 |
| Mittl. Tagesmax. (°C)  | 16,1 | 17,8 | 20,3 | 24,7 | 30,1 | 35,3 | 36,5 | 35,2 | 33,5 | 28,1 | 21   | 16,4 | ⌀ | 26,3 |
| Mittl. Tagesmin. (°C)  | 6,2  | 7,4  | 9    | 12,4 | 17,1 | 22,2 | 24,3 | 23,4 | 21,8 | 16,7 | 10,6 | 6,7  | ⌀ | 14,9 |
|                        |      |      |      |      |      |      |      |      |      |      |      |      |   |      |
| Niederschlag (mm)      | 51   | 50   | 51   | 20   | 9    | 7    | 48   | 71   | 38   | 30   | 36   | 54   | Σ | 465  |

| 6,2 |

| 7,4 |

| 9 |

| 12,4 |

| 17,1 |

| 22,2 |

| 24,3 |

| 23,4 |

| 21,8 |

| 16,7 |

| 10,6 |

| 6,7 |

| 6,2 |

| 7,4 |

| 9 |

| 12,4 |

| 17,1 |

| 22,2 |

| 24,3 |

| 23,4 |

| 21,8 |

| 16,7 |

| 10,6 |

| 6,7 |

| N i e d e r s c h l a g | 51  | 50  | 51  | 20  | 9   | 7   | 48  | 71  | 38  | 30  | 36  | 54  |
|                         | Jan | Feb | Mär | Apr | Mai | Jun | Jul | Aug | Sep | Okt | Nov | Dez |

## Kultur und Sehenswürdigkeiten
Seit Oktober 1952 verfügt Superior über eine Bücherei. Die Bücherei erhielt 1960 den Trustees Award der Arizona Library Association. Seit 1976 ist die Bücherei städtisch. Der Bestand liegt bei circa 15.000 Büchern. Im Jahr 2003 wurde die Superior Arts League gegründet, die als nichtkommerzieller Verein bis 2009 lokale Künstler unterstützte.
Der Boyce Thompson Arboretum State Park im Queen Creek Canyon, circa fünf Kilometer westlich von Superior, ist ein 1,31 km² großer botanischer Garten, der 1925 gegründet wurde. Er ist der größte und älteste botanische Garten in Arizona.
Am U.S. Highway 60 befindet sich ein kleines Museum mit Erinnerungsstücken, das sich World's Smallest Museum nennt.
Zwei Brücken im Stadtgebiet sind in den National Register of Historic Places des Staates Arizona aufgenommen worden: Die von 1920 bis 1921 gebaute Zwickel-Bogenbrücke Queen Creek Bridge (Koordinaten: 33° 17′ 47,7″ N, 111° 5′ 21,1″ W) und die von 1921 bis 1922 gebaute Bogenbrücke Devil’s Canyon Bridge (Koordinaten: 33° 19′ 39″ N, 111° 1′ 54″ W).
Der Picketpost Mountain (Höhe 1334 Meter), der sich in der südlichen Wüstenregion des Tonto National Forrest befindet, ist ein beliebtes Ausflugsziel. Auf seinem Gipfel befindet sich ein alter roter Briefkasten, der das Gästebuch des Picketpost Mountain Trails enthält. An manchen Tagen kann man vom Gipfel bis Phoenix schauen. Der höchste Berg auf dem Stadtgebiet ist mit 1846 Metern Höhe der Iron Mountain.

## Transport
Superior wird von Bussen der Greyhound Lines angefahren. Die Greyhound-Routen 1435 (von El Paso, TX nach Phoenix, AZ) und 1438 (von Phoenix, AZ nach San Antonio, TX) halten in Superior.

## Bildung
In Superior gibt es eine Elementary School für die Klassen 1 bis 6, die John F. Kennedy Elementary School, eine Junior High School für die Klassen 7 bis 8, die Superior Junior High School und im selben Gebäude eine High School für die Klassen 9 bis 12, die Superior High School.

## Söhne und Töchter der Stadt
- Kern W. Dunagan (1934–1991), Colonel, Medal-of-Honor-Träger